# Cicadoidea
Super-famille
Les Cicadoidea sont une super-famille d'insectes hémiptères, du sous-ordre des Auchenorrhyncha et de l'infra-ordre des Cicadomorpha. Les cigales forment la plupart des Cicadoidea.

## Familles et sous-familles
Liste des familles et des sous-familles :
- Tettigarctidae (en) Distant, 1905
  - † Cicadoprosbolinae (sous-famille éteinte)
  - Tettigarctinae (sous-famille relique, avec un seul genre actuel) Distant, 1905
- Cicadidae Latreille, 1802
  - Cicadinae Latreille, 1802
  - Cicadettinae Buckton, 1889[2],[3]
  - Tibicininae (en) Distant, 1905